# Elizabeth Conyngham
Elizabeth Conyngham, nascida Denison, Marquesa Conyngham (Londres, 29 de março de 1770 – Canterbury, 11 de outubro de 1861), foi uma cortesã e nobre britânica. Ela é creditada como tendo sido a última das amante do rei Jorge IV do Reino Unido.

## Biografia
Nascida em Londres em 1769, era filha de Joseph Denison, um grande proprietário em Surrey que fez fortuna no setor bancário, e de Elizabeth Butler.
Em 5 de julho de 1794, Elizabeth se casou com Henry Conyngham, Visconde Conyngham, um nobre irlandês. O casal teve cinco filhos.
Apesar de sua beleza, ela era considerada vulgar, astuta, gananciosa e inadequada para a sociedade aristocrática devido à sua origem comum; no entanto, ela atraiu amantes e admiradores, incluindo o grão-Duque russo Nicolau Pavlovich, o futuro czar Nicolau I.

### Amante real

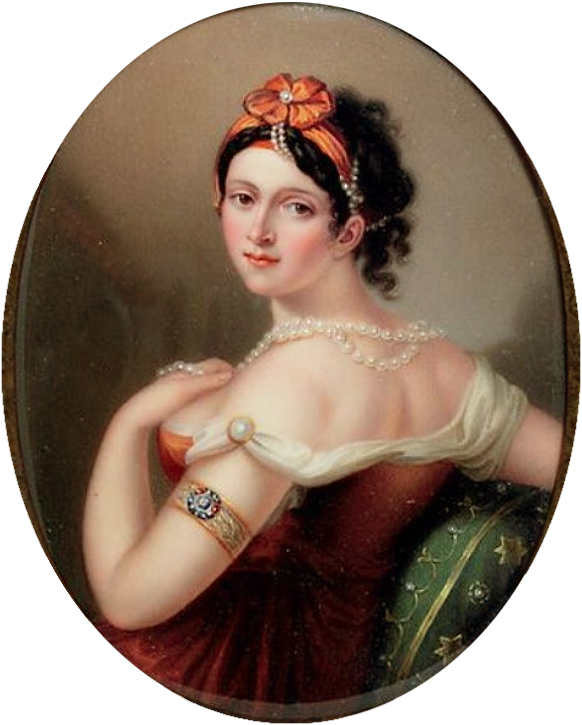
Elizabeth Conyngham

Os Conynghams não eram bem relacionados, mas de acordo com o Duque de Wellington, Elizabeth tinha decidido em 1806 se tornar amante do Príncipe de Gales, o futuro rei Jorge IV. Ela provavelmente se tornou sua amante em 1819, quando ele era príncipe regente, mas finalmente suplantou sua antecessora, Isabella Ingram-Seymour-Conway, Marquesa de Hertford, depois que ele se tornou rei em 1820. Ele ficou apaixonado por ela, constantemente "beijando sua mão com um olhar de submissão mais devotado". Enquanto sua esposa Carolina de Brunsvique estava em julgamento em 1820 como parte dos esforços para se divorciar dela, o rei não podia ser visto com Lady Conyngham e estava consequentemente "entediado e solitário". Durante sua coroação, Jorge foi constantemente visto "acenando e piscando" para Elizabeth.
A ligação de Lady Conyngham com o rei beneficiou sua família. Seu marido foi elevado ao posto de marquês no Pariato do Reino Unido e empossado no Conselho Privado, nas honras de coroação de 1821. Ele também recebeu vários outros cargos, incluindo Senhor Mordomo da Casa Real e a Lorde Tenente do Castelo de Windsor. O seu filho Henry foi nomeado Mestre das Vestes e Primeiro Mormodo da Corte.
Lady Conyngham tinha simpatias pelo Partido Whig, mas geralmente não tinha ambições políticas; ela se concentrava em enriquecer e promover sua família. Mas em uma ocasião, ela solicitou que o tutor de seu filho fosse nomeado Cônego da Capela de São Jorge do Castelo de Windsor e o Primeiro-Ministro, Lorde Liverpool, ameaçou renunciar caso o rei aceitasse. Discussões entre Lady Conyngham e Lady Castlereagh, esposa do Primeiro-Ministro, pioraram ainda mais o relacionamento entre o rei e o governo de Lorde Liverpool. Ela também não gostava de Benjamin Bloomfield, Guardião da Bolsa Privada, e conseguiu fazer o rei removê-lo em 1822. Seu sucessor, William Knighton, era um amigo próximo do rei e mais tarde liquidou com sucesso todas as suas dívidas. Dorotéia de Lieven, esposa do embaixador russo, dispensou-a com desprezo por não ter "nenhuma ideia na cabeça... nenhuma palavra a dizer por si mesma... nada além de uma mão para aceitar pérolas e diamantes, e um enorme camarote para usá-los."
À medida que sua vida progredia, o rei tornou-se dependente de Lady Conyngham por conta de seu temperamento e saúde precária. Por mais cansada que ela se tornasse de sua companhia, sua afeição por ela nunca cessou. O relacionamento chegou ao fim com a morte repentina de Jorge em 1830; ela imediatamente se mudou do Castelo de Windsor para Paris. Embora o rei tivesse legado a ela todos os seus pratos e joias, ela recusou. O marquês quebrou seu bastão de ofício no funeral de Jorge e nunca mais ocuparia outro cargo na Corte. Lady Conyngham viveu até 1861, morrendo perto de Canterbury aos 91 anos. Embora ela tenha sido excluída da corte durante os reinados do rei Guilherme IV e da rainha Vitória do Reino Unido, seu filho Francis Conyngham, 2.º Marquês Conyngham, foi Lord Chamberlain de Guilherme IV. Junto com William Howley, Arcebispo de Canterbury, ele trouxe a notícia da morte de Guilherme IV para a princesa Vitória de Kent e foi o primeiro a se dirigir a ela como "Sua Majestade". A filha de Francis, Jane Churchill, foi mais tarde uma Dama de Quarto da rainha Vitória e uma das suas amigas mais próximas.